# 경북대로
경북대로(慶北大路)는 대한민국 경상북도 칠곡군 동명면 대구광역시계와 영주시 가흥동 나무고개 교차로를 연결하는 경상북도의 도로이다. 전 구간 왕복 4차선으로 이루어져 있으며, 경상북도의 중앙부를 남북으로 관통한다.

## 역사
- 1998년 2월 7일 : 의성 ~ 안동간 도로(의성군 단촌면 세촌리 ~ 안동시 옥동) 17.5km 구간 확장 개통, 기존 의성군 단촌면 세촌리 ~ 안동시 수상동 5.47km 구간 폐지[1]
- 2000년 5월 22일 : 경상북도 영주시 적서동 ~ 문정동 1.81km 구간을 자동차 전용도로로 지정[2]
- 2000년 5월 31일 : 경상북도 영주시 문정동 ~ 가흥동 3.974km 구간을 자동차 전용도로로 지정[3]
- 2000년 6월 5일 : 영주시 국도대체우회도로(영주시 문수면 적동리 ~ 가흥동) 5.774km 구간 확장 개통[4]
- 2000년 6월 15일 : 풍산 ~ 안동간 도로(안동시 옥동 ~ 당북동 (구)농고네거리) 5.4km 구간 확장 개통[5]
- 2000년 12월 31일 : 군위 ~ 의성간 도로(군위군 군위읍 서부리 ~ 의성군 단촌면 세촌리) 총 8.79km 구간 확장 개통[6]
- 2002년 11월 1일 : 평은 ~ 영주간 도로(영주시 평은면 오운리 ~ 문정동) 14.0km 구간 확장 개통[7]
- 2009년 7월 30일 : 2개 이상 시·군에 걸쳐 있는 도로로 경북대로를 고시[8]
- 2009년 12월 29일 : 안동 ~ 서후간 도로(안동시 송현동 ~ 서후면 이송천리) 6.05km 구간 확장 개통, 기존 안동시 서후면 이송천리 400m 구간 폐지[9], 서후 ~ 평은간 도로(안동시 서후면 저전리 ~ 북후면 도촌리) 2.8km 구간 일부 확장 개통, 기존 구간 폐지[10]
- 2010년 9월 20일 : 서후 ~ 평은간 도로(안동시 북후면 도촌리 ~ 영주시 평은면 지곡리) 5.2km 구간 부분 확장 개통, 기존 구간 폐지[11]
- 2010년 12월 22일 : 서후 ~ 평은간 도로(영주시 평은면 지곡리 ~ 오운리) 1.875km 구간 확장 개통[12]

## 주요 경유지
경상북도
- 칠곡군 (동명면 - 가산면) - 의성군 (봉양면 - 의성읍 - 단촌면) - 안동시 (일직면 - 남후면 - 태화동 - 옥동 - 이천동 - 송현동 - 수상동 - 서후면 - 북후면) - 영주시 (평은면 - 이산면 - 문수면 - 도심)

대구광역시
- 군위군 (효령면 - 군위읍)

## 구간
- (■): 자동차 전용도로 구간

| 이름                        | 접속 노선                                             | 소재지                                     | 소재지                                                                   | 비고                                                                     |
| 칠곡중앙대로와 직결         | 칠곡중앙대로와 직결                                   | 칠곡중앙대로와 직결                        | 칠곡중앙대로와 직결                                                      | 칠곡중앙대로와 직결                                                      |
| --------------------------- | ----------------------------------------------------- | ------------------------------------------ | ------------------------------------------------------------------------ | ------------------------------------------------------------------------ |
| 동명교                      | 금암중앙길                                            | 칠곡군                                     | 동명면                                                                   | 국도 제5, 25호선 구간                                                    |
| 동명사거리                  | 국가지원지방도 제79호선 (한티로) 금암2길              | 칠곡군                                     | 동명면                                                                   | 국도 제5, 25호선 구간 국가지원지방도 제79호선 구간                       |
| 금암리                      | 금암중앙길                                            | 칠곡군                                     | 동명면                                                                   | 국도 제5, 25호선 구간 국가지원지방도 제79호선 구간                       |
| (학명동)                    | 남원로                                                | 칠곡군                                     | 동명면                                                                   | 국도 제5, 25호선 구간 국가지원지방도 제79호선 구간                       |
| 소야고개                    |                                                       | 칠곡군                                     | 동명면                                                                   | 국도 제5, 25호선 구간 국가지원지방도 제79호선 구간                       |
| 가산면                      |                                                       | 칠곡군                                     |                                                                          | 국도 제5, 25호선 구간 국가지원지방도 제79호선 구간                       |
| 다부원앞                    | 다부원1길                                             | 칠곡군                                     |                                                                          | 국도 제5, 25호선 구간 국가지원지방도 제79호선 구간                       |
| 다부원 교차로 (유학산교)    | 국가지원지방도 제79호선 지방도 제923호선 (호국평화로) | 칠곡군                                     | 국도 제5, 25호선 구간 국가지원지방도 제79호선 구간 지방도 제923호선 구간 |                                                                          |
| 금화교 다부동전승비 금천교  |                                                       | 칠곡군                                     | 국도 제5, 25호선 구간 지방도 제923호선 구간                              |                                                                          |
| 천평삼거리                  | 국도 제25호선 지방도 제923호선 (낙동대로)             | 칠곡군                                     | 국도 제5, 25호선 구간 지방도 제923호선 구간                              |                                                                          |
| 가산 나들목                 | 제55호선 중앙고속도로                                 | 칠곡군                                     | 국도 제5호선 구간                                                        |                                                                          |
| 석우리                      | 지방도 제514호선 (인동가산로)                         | 칠곡군                                     | 국도 제5호선 구간 지방도 제514호선 구간                                  |                                                                          |
| 고곡리                      | 용매로                                                | 군위군                                     | 국도 제5호선 구간 지방도 제514호선 구간                                  | 효령면                                                                   |
| 구효령정류소                | 지방도 제514호선 (장군로)                             | 군위군                                     | 국도 제5호선 구간 지방도 제514호선 구간                                  | 효령면                                                                   |
| 중구삼거리                  | 중구2길                                               | 군위군                                     | 국도 제5호선 구간                                                        | 효령면                                                                   |
| 효령교                      |                                                       | 군위군                                     | 국도 제5호선 구간                                                        | 효령면                                                                   |
| 효령삼거리                  | 지방도 제919호선 (치산효령로)                         | 군위군                                     | 국도 제5호선 구간 지방도 제919호선 구간                                  | 효령면                                                                   |
| 불로삼거리                  | 불로길                                                | 군위군                                     | 국도 제5호선 구간 지방도 제919호선 구간                                  | 효령면                                                                   |
| 병천교                      |                                                       | 군위군                                     | 국도 제5호선 구간 지방도 제919호선 구간                                  | 효령면                                                                   |
| 간동삼거리                  | 지방도 제919호선 (효우로)                             | 군위군                                     | 국도 제5호선 구간 지방도 제919호선 구간                                  | 효령면                                                                   |
| (무성2리)                   | 무성1길                                               | 군위군                                     | 군위읍                                                                   | 국도 제5호선 구간                                                        |
| (무성1리)                   | 용산길                                                | 군위군                                     | 군위읍                                                                   | 국도 제5호선 구간                                                        |
| 군위 나들목 (군위IC 교차로) | 55호선 중앙고속도로 국도 제67호선 (장천로)            | 군위군                                     | 군위읍                                                                   | 국도 제5호선 구간                                                        |
| 금구리                      | 구지길                                                | 군위군                                     | 군위읍                                                                   | 국도 제5호선 구간                                                        |
| (금구1리)                   | 서금로 쇳골길                                         | 군위군                                     | 군위읍                                                                   | 국도 제5호선 구간                                                        |
| 동부리                      | 군청로                                                | 군위군                                     | 군위읍                                                                   | 국도 제5호선 구간                                                        |
| 서부리                      | 동서길                                                | 군위군                                     | 군위읍                                                                   | 국도 제5호선 구간                                                        |
| 군위교                      | 국가지원지방도 제68호선 지방도 제927호선 (도군로)     | 군위군                                     | 군위읍                                                                   | 국도 제5호선 구간 국가지원지방도 제68호선 구간                           |
| 동천교 좌정교               |                                                       | 군위군                                     | 군위읍                                                                   | 국도 제5호선 구간 국가지원지방도 제68호선 구간                           |
| 오곡리                      | 대북길                                                | 군위군                                     | 군위읍                                                                   | 국도 제5호선 구간 국가지원지방도 제68호선 구간                           |
| 의성 나들목 (의성고가차도)  | 55호선 중앙고속도로                                   | 의성군                                     | 봉양면                                                                   | 국도 제5호선 구간 국가지원지방도 제68호선 구간                           |
| 도원삼거리                  | 농공마전길                                            | 의성군                                     | 봉양면                                                                   | 국도 제5호선 구간 국가지원지방도 제68호선 구간                           |
| 도원리                      | 봉기길                                                | 의성군                                     | 봉양면                                                                   | 국도 제5호선 구간 국가지원지방도 제68호선 구간                           |
| 도리원2교 화전2교           |                                                       | 의성군                                     | 봉양면                                                                   | 국도 제5호선 구간 국가지원지방도 제68호선 구간                           |
| 봉양 교차로 (봉양고가교)    | 국도 제28호선 (서부로) 도리원3길                      | 의성군                                     | 봉양면                                                                   | 국도 제5, 28호선 구간 국가지원지방도 제68호선 구간                       |
| 봉양교                      |                                                       | 의성군                                     | 봉양면                                                                   | 국도 제5, 28호선 구간 국가지원지방도 제68호선 구간                       |
| 온천삼거리                  | 지방도 제927호선 (봉호로) 도리원2길                   | 의성군                                     | 봉양면                                                                   | 국도 제5, 28호선 구간 국가지원지방도 제68호선 구간 지방도 제927호선 구간 |
| 구미삼거리                  | 지방도 제927호선 (조문로)                             | 의성군                                     | 봉양면                                                                   | 국도 제5, 28호선 구간 국가지원지방도 제68호선 구간 지방도 제927호선 구간 |
| 분토교                      |                                                       | 의성군                                     | 봉양면                                                                   | 국도 제5, 28호선 구간 국가지원지방도 제68호선 구간                       |
| 분토교                      | 의성읍                                                | 의성군                                     |                                                                          | 국도 제5, 28호선 구간 국가지원지방도 제68호선 구간                       |
| 용연리                      | 국가지원지방도 제68호선 (비봉길)                      | 의성군                                     |                                                                          | 국도 제5, 28호선 구간 국가지원지방도 제68호선 구간                       |
| 용연교                      | 용연1길                                               | 의성군                                     | 국도 제5, 28호선 구간                                                    |                                                                          |
| 원당 교차로                 | 국도 제28호선 (동부로)                                | 의성군                                     | 국도 제5, 28호선 구간                                                    |                                                                          |
| 원당삼거리                  | 지방도 제914호선 (홍술로)                             | 의성군                                     | 국도 제5호선 구간 지방도 제914호선 구간                                  |                                                                          |
| 의성2교                     |                                                       | 의성군                                     | 국도 제5호선 구간 지방도 제914호선 구간                                  |                                                                          |
| 철파사거리                  | 지방도 제912호선 (안평의성로)                         | 의성군                                     | 국도 제5호선 구간 지방도 제914호선 구간                                  |                                                                          |
| 의성육교 남단               | 북부길                                                | 의성군                                     | 국도 제5호선 구간 지방도 제914호선 구간                                  |                                                                          |
| 철파교 우두교               |                                                       | 의성군                                     | 국도 제5호선 구간 지방도 제914호선 구간                                  |                                                                          |
| 재랫재                      |                                                       | 의성군                                     | 국도 제5호선 구간 지방도 제914호선 구간                                  |                                                                          |
| 단촌면                      |                                                       | 의성군                                     | 국도 제5호선 구간 지방도 제914호선 구간                                  |                                                                          |
| 단촌교 제1단촌교            |                                                       | 의성군                                     | 국도 제5호선 구간 지방도 제914호선 구간                                  |                                                                          |
| 북의성 나들목               | 제30호선 서산영덕고속도로                             | 의성군                                     | 국도 제5호선 구간 지방도 제914호선 구간                                  |                                                                          |
| 세촌삼거리                  | 신기길                                                | 의성군                                     | 국도 제5호선 구간 지방도 제914호선 구간                                  |                                                                          |
| 안세교                      |                                                       | 의성군                                     | 국도 제5호선 구간 지방도 제914호선 구간                                  |                                                                          |
| 세촌 교차로                 | 신기길                                                | 의성군                                     | 국도 제5호선 구간 지방도 제914호선 구간                                  |                                                                          |
| 세촌교                      |                                                       | 의성군                                     | 국도 제5호선 구간 지방도 제914호선 구간                                  |                                                                          |
| 세곡1 교차로                | 동내개골길                                            | 의성군                                     | 국도 제5호선 구간 지방도 제914호선 구간                                  |                                                                          |
| 세촌과선교                  |                                                       | 의성군                                     | 국도 제5호선 구간 지방도 제914호선 구간                                  |                                                                          |
| 세촌2 교차로                | 광연길                                                | 의성군                                     | 국도 제5호선 구간 지방도 제914호선 구간                                  |                                                                          |
| 세촌2 교차로                | 광연길                                                | 안동시                                     | 국도 제5호선 구간 지방도 제914호선 구간                                  | 일직면                                                                   |
| 망호 교차로                 | 국가지원지방도 제79호선 (일직점곡로)                  | 안동시                                     | 국도 제5호선 구간 지방도 제914호선 구간                                  | 일직면                                                                   |
| 일직교                      | 안평일직길                                            | 안동시                                     | 국도 제5호선 구간 지방도 제914호선 구간                                  | 일직면                                                                   |
| 일직파출소                  | 중앙통길                                              | 안동시                                     | 국도 제5호선 구간 지방도 제914호선 구간                                  | 일직면                                                                   |
| 운산 교차로                 | 지방도 제914호선 (풍일로)                             | 안동시                                     | 국도 제5호선 구간 지방도 제914호선 구간                                  | 일직면                                                                   |
| 송리교                      | 감시골길                                              | 안동시                                     | 국도 제5호선 구간                                                        | 일직면                                                                   |
| 원호교                      |                                                       | 안동시                                     | 국도 제5호선 구간                                                        | 일직면                                                                   |
| 원호리                      | 암산길                                                | 안동시                                     | 국도 제5호선 구간                                                        | 일직면                                                                   |
| 광음1교                     |                                                       | 안동시                                     | 국도 제5호선 구간                                                        | 일직면                                                                   |
| 남후면                      |                                                       | 안동시                                     | 국도 제5호선 구간                                                        |                                                                          |
| 광음 교차로 (광음2교)       | 큰광음길                                              | 안동시                                     | 국도 제5호선 구간                                                        |                                                                          |
| 광음3교                     | 암산길                                                | 안동시                                     | 국도 제5호선 구간                                                        |                                                                          |
| 남루교                      |                                                       | 안동시                                     | 국도 제5호선 구간                                                        |                                                                          |
| 무릉 교차로                 | 무릉길 무릉1길                                        | 안동시                                     | 국도 제5호선 구간                                                        |                                                                          |
| 남후1교 남후2교             |                                                       | 안동시                                     | 국도 제5호선 구간                                                        |                                                                          |
| 남후3교                     | 무릉길                                                | 안동시                                     | 국도 제5호선 구간                                                        |                                                                          |
| 사안교                      |                                                       | 안동시                                     | 국도 제5호선 구간                                                        |                                                                          |
| 강남동                      |                                                       | 안동시                                     | 국도 제5호선 구간                                                        |                                                                          |
| 무릉육교                    | 놉실로                                                | 안동시                                     | 국도 제5호선 구간                                                        |                                                                          |
| 원림교                      |                                                       | 안동시                                     | 국도 제5호선 구간                                                        |                                                                          |
| 한티 교차로                 | 국도 제34호선 (남순환로)                              | 안동시                                     | 국도 제5호선 구간                                                        |                                                                          |
| 수하육교                    |                                                       | 안동시                                     | 국도 제5호선 구간                                                        |                                                                          |
| 수상동                      | 강남로                                                | 안동시                                     | 국도 제5호선 구간                                                        |                                                                          |
| (안동대교 남단)             | 공단로 앙실로                                         | 안동시                                     | 국도 제5호선 구간                                                        |                                                                          |
| 안동대교                    |                                                       | 안동시                                     | 국도 제5호선 구간                                                        |                                                                          |
| 태화동                      |                                                       | 안동시                                     | 국도 제5호선 구간                                                        |                                                                          |
| 안동대교북단 교차로         | 하이마로                                              | 안동시                                     | 국도 제5호선 구간                                                        |                                                                          |
| 옥동                        | 옥서로                                                | 안동시                                     | 국도 제5호선 구간                                                        |                                                                          |
| 어가골 교차로               | 육사로                                                | 안동시                                     | 국도 제5호선 구간                                                        |                                                                          |
| 옥동사거리                  | 광명로                                                | 안동시                                     | 국도 제5호선 구간                                                        | 옥동                                                                     |
| 옥동3주공 교차로            | 은행나무로                                            | 안동시                                     | 국도 제5호선 구간                                                        | 송하동                                                                   |
| 송현2주공 교차로            | 합전2길                                               | 안동시                                     | 국도 제5호선 구간                                                        | 송하동                                                                   |
| 송현오거리                  | 경동로 송하1길                                        | 안동시                                     | 국도 제5호선 구간                                                        | 송하동                                                                   |
| 매화골 교차로               | 매화길                                                | 안동시                                     | 국도 제5호선 구간                                                        | 안기동                                                                   |
| 두우교                      |                                                       | 안동시                                     | 국도 제5호선 구간                                                        | 안기동                                                                   |
| 제비원교                    | 이송천한티길                                          | 안동시                                     | 국도 제5호선 구간                                                        | 서후면                                                                   |
| 제비원 교차로               | 제비원로                                              | 안동시                                     | 국도 제5호선 구간                                                        | 서후면                                                                   |
| 오산 교차로                 | 지방도 제924호선 (이하오산로) 북평로                  | 안동시                                     | 국도 제5호선 구간 지방도 제924호선 구간                                  | 서후면                                                                   |
| 저전교                      |                                                       | 안동시                                     | 국도 제5호선 구간 지방도 제924호선 구간                                  | 서후면                                                                   |
| 서후 교차로                 | 지방도 제924호선 (풍산태사로)                         | 안동시                                     | 국도 제5호선 구간 지방도 제924호선 구간                                  | 서후면                                                                   |
| 서후2교 서후3교 광명교      |                                                       | 안동시                                     | 국도 제5호선 구간                                                        | 서후면                                                                   |
| 도촌 교차로                 | 북평로 물한길                                         | 안동시                                     | 국도 제5호선 구간                                                        | 북후면                                                                   |
| 장기교                      |                                                       | 안동시                                     | 국도 제5호선 구간                                                        | 북후면                                                                   |
| 북후 교차로                 | 북평로                                                | 안동시                                     | 국도 제5호선 구간                                                        | 북후면                                                                   |
| 북후1교 북후2교             |                                                       | 안동시                                     | 국도 제5호선 구간                                                        | 북후면                                                                   |
| 지곡교                      |                                                       | 안동시                                     | 국도 제5호선 구간                                                        | 북후면                                                                   |
| 영주시                      | 평은면                                                |                                            | 국도 제5호선 구간                                                        |                                                                          |
| 영주시                      | 평은면                                                | 지곡 교차로                                | 국도 제5호선 구간                                                        | 지방도 제928호선 (녹지로) (북평로)                                       |
| 영주시                      | 평은면                                                | 고사동 교차로                              | 국도 제5호선 구간                                                        | 경북대로2229번길                                                         |
| 영주시                      | 평은면                                                | 오운육교                                   | 국도 제5호선 구간                                                        | 지방도 제915호선 (예봉로)                                                |
| 영주시                      | 평은면                                                | 오운터널                                   |                                                                          | 국도 제5호선 구간 영주 방면 연장 662m 칠곡 방면 연장 622m                |
| 영주시                      | 평은면                                                | 새터육교 새터교                            |                                                                          | 국도 제5호선 구간                                                        |
| 영주시                      | 평은면                                                | 평은터널                                   |                                                                          | 국도 제5호선 구간 영주 방면 연장 540m 칠곡 방면 연장 545m                |
| 영주시                      | 평은면                                                | 강동교                                     |                                                                          | 국도 제5호선 구간                                                        |
| 영주시                      | 평은면                                                | 평은 교차로                                | 천상로                                                                   | 국도 제5호선 구간                                                        |
| 영주시                      | 평은면                                                | 내성천교                                   |                                                                          | 국도 제5호선 구간                                                        |
| 영주시                      | 이산면                                                |                                            |                                                                          | 국도 제5호선 구간                                                        |
| 영주시                      | 운문 교차로                                           | 간운로494번길                              |                                                                          | 국도 제5호선 구간                                                        |
| 영주시                      | 문수 교차로                                           | 간운로 종릉로                              | 문수면                                                                   | 국도 제5호선 구간                                                        |
| 영주시                      | 힛디육교 적동육교 적동과선교                          |                                            | 문수면                                                                   | 국도 제5호선 구간                                                        |
| 영주시                      | 적서 교차로                                           | 간운로 적서로                              | 문수면                                                                   | 국도 제5호선 구간                                                        |
| 영주시                      | 사일교                                                |                                            | 문수면                                                                   | 국도 제5호선 구간                                                        |
| 영주시                      | 휴천동                                                |                                            |                                                                          | 국도 제5호선 구간                                                        |
| 영주시                      | 초곡과선교                                            |                                            |                                                                          | 국도 제5호선 구간                                                        |
| 영주시                      | 문정교                                                |                                            |                                                                          | 국도 제5호선 구간                                                        |
| 영주시                      | 가흥동                                                |                                            |                                                                          | 국도 제5호선 구간                                                        |
| 영주시                      | 문정1교                                               | 한정로                                     |                                                                          | 국도 제5호선 구간                                                        |
| 영주시                      | 문정 교차로                                           | 국도 제28호선 (가흥로)                     |                                                                          | 국도 제5호선 구간                                                        |
| 영주시                      | 가흥1교 가흥2교                                       |                                            |                                                                          | 국도 제5호선 구간                                                        |
| 영주시                      | 가흥 교차로                                           | 국도 제5호선 국도 제36호선 (죽령로) 영주로 | 국도 제5호선 구간 국도 제36호선 구간                                     |                                                                          |
| 영주시                      | 가흥3교                                               |                                            | 국도 제36호선 구간                                                       |                                                                          |
| 영주시                      | 나무고개 교차로                                       | 국도 제36호선 (삼봉로) 신재로              | 국도 제36호선 구간                                                       |                                                                          |
| 삼봉로와 직결               |                                                       |                                            |                                                                          |                                                                          |

## 주요 건물 및 시설
- 가산초등학교 (경상북도 칠곡군 가산면 경북대로 1500)
- 가산면보건지소 (경상북도 칠곡군 가산면 경북대로 1552)
- 칠곡가산우체국 (경상북도 칠곡군 가산면 경북대로 1566)
- 가산면사무소 (경상북도 칠곡군 가산면 경북대로 1570)
- 가산파출소 (경상북도 칠곡군 가산면 경북대로 1576)
- 농협군위유통센터 (대구광역시 군위군 효령면 경북대로 2185)
- 구효령정류소 (대구광역시 군위군 효령면 경북대로 2216)
- 경북대학교 자연사박물관 (구 장군초등학교, 대구광역시 군위군 효령면 경북대로 2228)
- 한국도로공사 군위지사 (대구광역시 군위군 군위읍 경북대로 3291)
- 군위학생문화예술체험장 (구 군위남부초등학교, 대구광역시 군위군 군위읍 경북대로 3292)
- 의성소방서 (경상북도 의성군 봉양면 경북대로 4741)
- 의성군농업기술센터 (경상북도 의성군 봉양면 경북대로 5225)
- 한국전력공사 의성지사 (경상북도 의성군 의성읍 경북대로 5644-9)
- 의성마늘테마파크 (경상북도 의성군 의성읍 경북대로 5690)
- 의성군농산물 거점산지유통센터 (경상북도 의성군 의성읍 경북대로 5692)
- 일직파출소 (경상북도 안동시 일직면 경북대로 7356)
- 테마프라자 (경상북도 안동시 경북대로 418)